# Agar.io
Agar.io – wieloosobowa gra akcji rozgrywana w przeglądarce internetowej, stworzona przez Matheusa Valadaresa. Rozgrywka polega na kontrolowaniu komórki (lub grupy komórek) na mapie przedstawiającej szalkę Petriego. Celem jest uzyskanie jak największej masy, poprzez wchłanianie mniejszych od siebie komórek. Nazwa gry pochodzi od agaru, substancji używanej do karmienia kultur bakterii. Gra szybko okazała się sukcesem i została jedną z najbardziej popularnych gier przeglądarkowych i mobilnych 2015 roku. Agar.io zapoczątkowało erę „gier .io”, darmowych wieloosobowych gier przeglądarkowych.

## Rozgrywka
Celem gry jest powiększanie swojej komórki poprzez zjadanie masy i komórek innych graczy. Komórki z czasem tracą masę a im komórka jest większa tym wolniej się porusza.
W grze istnieje pięć trybów.
- FFA – każdy walczy z każdym,
- Teams – gracze dzielą się na 3 drużyny, które walczą ze sobą;
- Experimental – Każdy walczy z każdym. Na tym trybie testowane są eksperymentalne mechaniki;
- Battle Royale – należy przetrwać na ciągle kurczącej się planszy;
- Party – gra tworzy link do mapy, dzięki czemu można grać ze znajomymi.

Można zmieniać wygląd swojej komórki, wypisując jako Nick zwroty lub kupując skórki. W grze znajduje się łącznie 700 skórek, w tym 65 skórek z krajami. Polska od 2016 r. także posiada swoją skórkę.
Gracze mogą podzielić swoje komórki na dwie części, używając Spacja. Komórka musi mieć minimalnie 35 masy aby się podzielić. Maksymalnie można podzielić się na 16 części. Po pewnym czasie komórki z powrotem się łączą. Komórka po osiągnięciu 22500 masy dokonuje automatycznego rozdzielenia.
Gracze mogą wyrzucić część swojej masy, klikając W. Komórka musi mieć minimalnie 35 punktów masy aby wyrzucić masę. Wyrzucona masa może być zjedzona przez komórki o masie większej niż 21. Wyrzucając masę, komórka traci 18. Jednak wyrzucona masa dostarcza jedynie 13 punktów masy.
Wirusy to zielone koła z kolcami, które po zjedzeniu dzielą komórkę na mniejsze części. Mniejsze komórki mogą użyć wirusa jako schronienie. Komórki podzielone na 16 części mogą zjadać wirusy bez dzielenia się (wirusy dostarczają od 100-141 masy). W trybach FFA, Teams i Party, po wystrzeleniu 7 mas w wirusa, wyrzuca on nowego wirusa w przeciwnym kierunku od wystrzelonej masy. W trybach Experimental i Battle Royale, po wystrzeleniu masy w wirusa przesuwa się on w przeciwnym kierunku od wystrzelonej masy.
Spawnery to karmazynowe kółka z kolcami. Występują jedynie w trybach Experimental i Battle Royale. Wypluwają masę, której ilość zależy od rozmiaru spawnera. Spawnery rosną poprzez zjadanie komórek, wystrzeliwanej masy i wirusów. Komórki mniejsze od spawnerów mogą zostać przez nie zjedzone, natomiast komórki większe od spawnerów mogą je zjeść. Mechanika zjadania spawnerów działa tak samo jak mechanika zjadania wirusów (z wyjątkiem tego, że zjedzenie spawnera dostarcza przynajmniej 300 masy).

## Rozwój
Gra Agar.io po raz pierwszy ukazała się na portalu 4chan 27 kwietnia 2015 roku. Została napisana w języku JavaScript oraz C++ w ciągu kilku dni. Początkowo nie miała nazwy, a użytkownicy musieli łączyć się z adresem IP Valadersa, aby grać. Nazwa Agar.io została zaproponowana przez anonimowego użytkownika forum 4chan. Proponowano też nazwę Cell.io, jednak domena ta była już zajęta. Valaders ciągle aktualizował i dodawał nowe funkcje do gry, takie jak system doświadczalny i „eksperymentalny” do testowania ekspermentalnych funkcji. Tydzień później ogłoszono edycję na platformę Steam w systemie free-to-play. Planowano włączyć funkcje specjalne w wersji Steam niedostępne w wersji przeglądarkowej, w tym dodatkowych modów, niestandardowych stylów, a także systemu kont. W 2017 platforma Steam Greenlight została zamknięta a gra nie została wypuszczona (stan na styczeń 2021).
8 lipca 2015 Miniclip opublikował wersję mobilną Agar.io dla systemów: Android i iOS. Sergio Varanda, kierownik wersji mobilnej, wyjaśnił, że głównym celem mobilnej wersji było „odtworzyć doznania” na smartfonie lub tablecie, powołując się na trudności z graniem na ekranie dotykowym.

## Odbiór
Gra została pozytywnie odebrana. Szczególnie chwalono jej prostotę, mechanikę i element współzawodnictwa. Stała się sławna w serwisie YouTube. Krytyka dotyczyła głównie powtarzalności i sterowania w wersji mobilnej. Tom Christiansen z Gamezebo miał do gry mieszane uczucia, twierdząc, że nie było w niej nic, co mogłoby utrzymać jego uwagę i że „zasadniczo była monotonna".
Gra osiągnęła szybki sukces dzięki mediom społecznościowym i transmisjom na Twitchu i YouTube. Alexa Internet oznaczył Agar.io jako jedną z 1000 najczęściej odwiedzanych stron internetowych, a w wersji mobilnej został pobrany ponad dziesięć milionów razy w ciągu pierwszego tygodnia od wydania. W 2015 roku serwis Trendy Google umieścił grę na liście najczęściej wyszukiwanych stron internetowych. W 2015 Agar.io było piątą najpopularniejszą grą na serwisie Youtube.
Agar.io został pokazany w „Rozdziale 48" serialu House of Cards.

## Wykorzystanie gry jako tuby propagandowej
Podczas wyborów w Turcji w 2015 roku Agar.io był używany jako narzędzie propagandy politycznej. Wielu graczy nadawało swoim komórkom nazwy tureckich partii politycznych i zawiązywało między sobą sojusze, by wspólnie zwalczać komórki graczy reprezentujących przeciwne poglądy. Niektóre partie wykorzystały Agar.io w swoich plakatach wyborczych jako symbol wsparcia.

## Społeczność
Agar.io przyciąga dużą publiczność, dlatego deweloperzy zaczęli tworzyć własne modyfikacje do gry, począwszy od edytorów grafiki po boty. Ostatecznie Miniclip wyszedł naprzeciw moderom i za pomocą systemu emscripten uczynił grę trudniejszą w modyfikacji.